# 地村彰之
地村 彰之（じむら あきゆき、1952年7月2日 - 2023年11月2日）は、中世英文学者、広島大学名誉教授、元岡山理科大学教授。

## 人物・来歴
滋賀県生まれ。滋賀県立高島高等学校卒、1976年広島大学教育学部中学校教員養成課程外国語科卒、1979年同大学院文学研究科博士課程後期中退、2002年「チョーサーの作品における語りの文体論」で文学博士。
1979年大谷女子大学文学部講師、1984年助教授、1986年三重大学人文学部助教授、1992年広島大学学校教育学部助教授、1998年同文学部助教授、2004年文学研究科教授。2016年定年退任、名誉教授、岡山理科大学教育学部教授となる。2021年岡山理科大学を定年退職。
2023年11月2日、喉頭がんのため大阪府の自宅で死去した。71歳没。死没日付をもって従四位に叙され、瑞宝小綬章を追贈された。

## 著書
- 『チョーサーの英語の世界』渓水社 2011

### 共著
- 『中世ヨーロッパの時空間移動』水田英実、山代宏道、四反田想,中尾佳行,原野昇共著 溪水社 2004
- 『中世ヨーロッパにおける排除と寛容』原野昇,水田英実,山代宏道,中尾佳行,四反田想共著 溪水社 2005
- 『中世ヨーロッパにおける死と生』水田英実,山代宏道,中尾佳行,四反田想,原野昇共著 溪水社 2006
- 『中世ヨーロッパにおける女と男』水田英実,山代宏道,中尾佳行,原野昇共著 溪水社 2007
- 『中世ヨーロッパにおける笑い』水田英実,山代宏道,中尾佳行,原野昇共著 溪水社 2008
- 『中世ヨーロッパにおける伝統と刷新』水田英実,山代宏道,中尾佳行,原野昇共著 溪水社 2009
- 『中世ヨーロッパの祝宴』水田英実,山代宏道,中尾佳行,原野昇共著 溪水社 2010

翻訳
- ジェフリー・チョーサー『善女列伝・短詩集』笹本長敬共訳) 渓水社 2020

## 論文
- <地村彰之
- 地村, 彰之 (2002-10-21). Narrative stylistics in Chaucer's works. 広島大学. NAID 500000238799. 博士(文学)乙第3625号.

## 関連人物
- 藤田安一（鳥取大学名誉教授）- 高島高校時代の同期生